# Estado estacionário (engenharia química)
Uma operação unitária é considerada em estado estacionário, ou um processo é chamado de um processo em estado estacionário, no que diz respeito a uma variável de operação, se essa variável não varia com o tempo.

## Aproximação de estado estacionário em cinética química
A aproximação do estado estacionário, envolve a configuração da taxa de variação de um intermediário de reação de um mecanismo de reação igual a zero.
É importante notar que a aproximação do estado estacionário não assume o intermediário reacional da concentração como sendo constante (e, por conseguinte, o seu derivada do tempo sendo zero), supõe-se que a variação na concentração do intermediário é quase nula: a concentração do intermediário está muito baixo, por isso mesmo uma grande variação relativa da sua concentração é pequena, se considerada quantitativamente.
Seu uso facilita a resolução das equações diferenciais que surgem a partir de equações de taxa, que carecem de uma solução analítica para a maioria dos mecanismos de fora os mais simples. A aproximação do estado estacionário é aplicado, por exemplo, na cinética de Michaelis-Menten.
Como um exemplo, a aproximação do estado estacionário irá ser aplicada a dois, irreversíveis, reações homogêneas de primeira ordem consecutiva, num sistema fechado. (Para as reações heterogêneas, ver as reações nas superfícies.) Este modelo corresponde, por exemplo, a uma série de decomposições nucleares como {\displaystyle {}^{239}U\rightarrow \;{}^{239}Np\rightarrow \;{}^{239}Pu\!}
Se as constantes de velocidade para a seguinte reação são {\displaystyle k_{1}} e {\displaystyle k_{2}}; {\displaystyle A\rightarrow \;B\rightarrow \;C} combinando as equações de velocidade com um equilíbrio de massa para os rendimentos do sistema.

### Taxas de reação
Para as {\displaystyle {\text{espécies}}~A}: {\displaystyle {\frac {d[A]}{dt}}=-k_{1}[A]}
Para as {\displaystyle {\text{espécies}}~B}: {\displaystyle {\frac {d[B]}{dt}}=k_{1}[A]-k_{2}[B]}, Aqui, o primeiro termo (positivo) representa a formação de {\displaystyle B} pela primeira etapa {\displaystyle A\rightarrow \;B}, cuja taxa depende do reagente inicial {\displaystyle A}. O segundo termo (negativo) representa o consumo de {\displaystyle B} no segundo passo {\displaystyle B\rightarrow \;C}, cuja taxa depende {\displaystyle B} como o reagente no referido passo.
Para as {\displaystyle {\text{espécies}}~C}: {\displaystyle {\frac {d[C]}{dt}}=k_{2}[B]}, a taxa de formação de {\displaystyle C}, por o segundo passo.

### Soluções Analíticas
As soluções analíticas para estas equações (supondo-se que as concentrações iniciais de cada substância, exceto por um são zero) são:
{\displaystyle [A]=[A]_{0}e^{-k_{1}t}}
{\displaystyle \left[B\right]=\left\{{\begin{matrix}\left[A\right]_{0}{\frac {k_{1}}{k_{2}-k_{1}}}\left(e^{-k_{1}t}-e^{-k_{2}t}\right);\,\,k_{1}\neq k_{2}\\\left[A\right]_{0}k_{1}te^{-k_{1}t}\;\,\,\,\,\,\,\,\,\,\,\,\,\,\,\,\,\,\,\,\,\,\,\,\,\,\,\,\,\,{\text{caso contrário}}\\\end{matrix}}\right.}
{\displaystyle \left[C\right]=\left\{{\begin{matrix}\left[A\right]_{0}\left(1+{\frac {k_{1}e^{-k_{2}t}-k_{2}e^{-k_{1}t}}{k_{2}-k_{1}}}\right);\,\,\,\,\,\,\,\,\,\,\,\,\,\,\,k_{1}\neq k_{2}\\\left[A\right]_{0}\left(1-e^{-k_{1}t}-k_{1}te^{-k_{1}t}\right);\,\,\,\,\,\,{\text{caso contrário}}\\\end{matrix}}\right.}

### Estado estacionário
Se a aproximação do estado estacionário é aplicada, em seguida, o derivada da concentração intermediária é definida como zero.
{\displaystyle {\frac {d[B]}{dt}}=0=k_{1}[A]-k_{2}[B]\Rightarrow \;[B]={\frac {k_{1}}{k_{2}}}[A]} portanto, {\displaystyle {\frac {d[C]}{dt}}=k_{1}[A]}, então: {\displaystyle [C]=[A]_{0}\left(1-e^{-k_{1}t}\right)}.

### Validade
As soluções analíticas e aproximadas deve agora ser comparados, a fim de decidir quando é válido usar a aproximação de estado estacionário. A solução analítica transforma no aproximado quando um {\displaystyle k_{2}\gg k_{1}}, por causa do {\displaystyle e^{-k_{2}t}\ll e^{-k_{1}t}} e {\displaystyle k_{2}-k_{1}\approx \;k_{2}}. Por isso é válido para aplicar a aproximação do estado estacionário apenas se a segunda reação é muito mais rápido do que o primeiro ({\displaystyle {\frac {k2}{k1}}>10} é um critério direita), porque isso significa que as formas intermediárias lentamente e reage facilmente pelo que a sua concentração permanece baixa .
A aproximação de equilíbrio pode ser usado, por vezes, na cinética química, para se obter resultados semelhantes aos da aproximação do estado estacionário (cinética de Michaelis-Menten pode ser derivada, assumindo o equilíbrio de estado estacionário em vez de): consiste em assumir que o intermediário está em equilíbrio químico. Normalmente os requisitos para aplicar a aproximação de estado estacionário são mais flexíveis: a concentração intermediária só é necessário ser baixo e mais ou menos constante (como visto, isso tem a ver apenas com as taxas a que ele aparece e desaparece), mas é não precisava estar em equilíbrio, que normalmente é difícil de provar e envolve suposições mais pesados.

## Exemplos
Um exemplo é uma coluna de destilação, com alimentação constante de líquido a destilar, com fonte constante e estável de calor, com dissipação estável de calor para o ambiente, que mantém os níveis de líquido em seus pratos, os fluxos de vapor constantes é considerado um equipamento em estado estacionário.
Um reator químico no qual constantemente entrem correntes de reagentes e saiam correntes de produtos, com as concentrações internas de reagentes em mistura e produtos recém produzidos, que mantenha sua temperatura estável é igualmente uma unidade operando em estado estacionário.
Em engenharia química, os reatores químicos tubulares, por seus próprios mecanismos de operação, onde reagentes entram numa extremidade é os produtos saem na outra, em condições contantes, caracterizam-se por serem reatores que operam em estado estacionário.